# 生駒光忠
生駒光忠（いこまみつただ）は、鎌倉時代に作られたとされる日本刀（打刀）。日本の国宝に指定されており、東京都文京区にある永青文庫が所蔵する。

## 刀工
鎌倉時代に備前国で活躍した刀工である備前長船光忠の作である。光忠は長船派の祖として知られており、その鍛刀技術も歴代随一であるとされている。光忠の作風には、製作年代の違いによって大きく分けて二つある。
1. 身幅が広く、鍛えが最もよく練れて地沸が付き、乱映り（みだれうつり）が立ち、盛んな丁子（ちょうじ）が相重なり、蛙子（かわずこ）と称せられる光忠独特の腰のくびれた丁子を焼いて変化に富み、いかにも調子が大きく高いもの。
2. やや細身で出来も小模様のもの。

本作は 1. に該当する。
大振りで豪壮な作には光忠の銘が残っているのが極めて少なく、これは元々長大な太刀であったので磨り上げて打刀に仕立てられた際に銘が取れたものが多いからとされる。これらの大磨上げの刀は象嵌で光忠の作であることを示すことが多いが、その中で本阿弥光徳が金象嵌銘を施しているものは極めて少なく、本作の他には一振があるだけではないかとされている。

## 名前の由来
生駒光忠の名前の由来は、讃岐高松藩主である生駒親正が所持していたことによる。親正は羽柴秀吉に就いていた武将であり、1579年（天正7年）に水路を断って七条城を攻めたことに始まり、次第に累進して1586年（天正15年）には讃岐を賜わり丸亀城主となった。さらに小田原攻め、文禄の役などを経て大大名となったものである。
1600年（慶長5年）に勃発した関ヶ原の戦いには、親正は石田三成方に属して北国口の防衛を担当していたが病気と称して代理を出しただけであり、田辺城の戦いでも家臣を代理を参加させるだけという消極的なもので、主力戦には全く参加しなかった。一方で、嫡男の一正は徳川方に属して忠勤を尽くし、戦後も改易されることもなく、父親正のあとを継いで讃岐一七万石を安堵された。1603年（慶長8年）に親正が死去した後も、本作は生駒家の家宝として大事にされていた。しかし、寛永年間に起こった生駒騒動と呼ばれる御家騒動により、一正の孫にあたる高俊が改易されると生駒家も没落し、それに伴い本作も行方不明となった。

## 細川家での伝来
その後、明治時代後期になって、旧肥後藩細川家16代当主で、後に日本美術刀剣保存協会の会長に就任する細川護立侯爵の許へ渡る。本作が護立の許へ渡った経緯について本人談によれば、旧肥後藩士に清田正直という刀剣愛好家がおり、清田は刀剣類はもちろん鐔や小道具などの蒐集にも力を入れており、護立とも親交があった。その清田の愛刀の中には、大磨上げ金象嵌で、表に「光忠」、裏に花押で「光徳」入れられた、大丁子に蛙子丁子を交えた光忠の代表的な傑作ともいえる刀も所持していたという。
護立は旧臣でもある清田に、何とかしてこの刀を召し取りたいとしばしば交渉していたが、清田からは「いかにお殿様でも、この刀だけは差上げかねる。」と断られた。そこで、それならば清田が持つ光忠以上の光忠を何とでもして手に入れようと苦心して捜し回った結果、本作に巡り合ったという。当時まだ10代であった護立は母親からお小遣いを借りて、大金を投じて本作を購入したというものである。護立にとっては若き時代に手に入れた自慢の一振だったようであり、後年昭和時代を代表する刀剣学者である佐藤寒山は、護立より「どうだ、清田の光忠に負けまいが」と時々本作の自慢話を聞かされていたという。なお、清田が所持していた光忠と本作も現在では共に国宝に指定されている。
本作は1934年（昭和9年）7月31日には、細川護立侯爵名義にて重要美術品に認定される。1936年（昭和11年）9月18日には細川護立侯爵名義で国宝保存法に基づく国宝（旧国宝）に指定される。また、1955年（昭和30年）2月2日に文化財保護法に基づく国宝（新国宝）に指定される。

## 作風

### 刀身
刃長（はちょう、切先と棟区の直線距離）は68.5センチメートル、反り（そり、切先・棟区を結ぶ直線から棟に下ろした垂線の最長のもの）は2.2センチメートル、元幅（もとはば、刃から棟まで直線の長さ）は3.2センチメートルある。身幅が広く猪首切先（いくびきっさき、先幅は大きいが長さが短いこと）の堂々たる刀である。
鍛えは、小板目（こいため、板材の表面のような文様のうち細かく詰まったもの）がよく約（つ）んで、地沸（じにえ、平地の部分に鋼の粒子が銀砂をまいたように細かくきらきらと輝いて見えるもの）が厚く、乱映り（みだれうつり、刀身に光をかざして見たときに乱れのように見えること）が見事に立つ。
刃文（はもん）は匂深く（刃文を構成する線が太くて粒子がくっきりしていること）、下半は大丁子（おおちようじ）を主として足や葉（よう）が見事であり、上半は互（ぐ）の目調の尖り刃を変えて焼幅が広く、帽子は小沸出来でほとんど焼詰めている。
表裏に棒樋を掻流し、指表に金象嵌で「光忠 光徳（花押）」 とあり、裏には同じく金象嵌で「生駒讃岐守所持」と所持銘がある。花押の特徴から慶長年間末期に金象嵌が入れられたものと推察される。

### 用語解説
節「作風」中の括弧内解説および用語解説は、個別の出典がない限り、刀剣春秋編集部『日本刀を嗜む』に準拠する。
1. ↑  「猪首切先」は、その特徴からイノシシの首の様に短い様から名付けられた[12]。猪首切先は鎌倉時代中期の太刀でよくみられる[12]。
2. ↑  「鍛え」は、別名で地鉄や地肌とも呼ばれており、刃の濃いグレーや薄いグレーが折り重なって見えてる文様のことである[13]。これらの文様は原料の鉄を折り返しては延ばすのを繰り返す鍛錬を経て、鍛着した面が線となって刀身表面に現れるものであり、1つの刀に様々な文様（肌）が現れる中で、最も強く出ている文様を指している[13]。
3. ↑  「刃文」は、赤く焼けた刀身を水で焼き入れを行った際に、急冷することであられる刃部分の白い模様である[14]。焼き入れ時に焼付土を刀身につけるが、地鉄部分と刃部分の焼付土の厚みが異なるので急冷時に温度差が生じることで鉄の組織が変化して発生する[14]。この焼付土の付け方によって刃文が変化するため、流派や刀工の特徴がよく表れる[14]。